# Saint-Loup-des-Vignes
Saint-Loup-des-Vignes is een gemeente in het Franse departement Loiret (regio Centre-Val de Loire) en telt 436 inwoners (2004). De plaats maakt deel uit van het arrondissement Pithiviers.

## Geografie
De oppervlakte van Saint-Loup-des-Vignes bedraagt 8,9 km², de bevolkingsdichtheid is 49,0 inwoners per km².
De onderstaande kaart toont de ligging van Saint-Loup-des-Vignes met de belangrijkste infrastructuur en aangrenzende gemeenten.

## Demografie
Onderstaande figuur toont het verloop van het inwonertal (bron: INSEE-tellingen).